# Введенский, Владимир Петрович
Владимир Петрович Введенский(1915—2003) — советский хозяйственный, государственный и политический деятель.

## Биография
Родился в 1915 году в деревне Козлово Козловского района. Член ВКП(б).
С 1933 года — на хозяйственной, общественной и политической работе. В 1933—1975 гг. — преподаватель математики, директор Ладвинской начальной и средней школы, командир партизанского отряда «Красное знамя», в распоряжении ЦК ВКП(б) Карело-Финской ССР, директор Ладвинской средней школы, секретарь Ребольского, Ругозерского и Суоярвского районных комитетов КПСС, на различных руководящих должностях в Лоймольском, Ладвинском, Поросозерском леспромхозах.
Избирался депутатом Верховного Совета СССР 2-го созыва.
Умер в Петрозаводске в 2003 году.